# Cantonul Courtenay
Cantonul Courtenay este un canton din arondismentul Montargis, departamentul Loiret, regiunea Centru, Franța.

## Comune
- Bazoches-sur-le-Betz
- Chantecoq
- La Chapelle-Saint-Sépulcre
- Courtemaux
- Courtenay (reședință)
- Ervauville
- Foucherolles
- Louzouer
- Mérinville
- Pers-en-Gâtinais
- Rozoy-le-Vieil
- Saint-Hilaire-les-Andrésis
- Saint-Loup-de-Gonois
- La Selle-sur-le-Bied
- Thorailles